# Interstate Highway System

Mapa dróg tworzących Interstate Highway System

Tablica oznaczająca autostradę międzystanową (nr 80)

Tablica oznaczająca autostradę międzystanową

Interstate Highway System („System Autostrad Międzystanowych”), pełna nazwa: Dwight D. Eisenhower National System of Interstate and Defense Highways („Narodowy System Autostrad Międzystanowych i Obronnych im. Dwighta D. Eisenhowera”) – główna sieć autostrad w Stanach Zjednoczonych.
W języku angielskim słowo highway może odnosić się do autostrad, jak również do innych ważniejszych dróg. Jest to odzwierciedlone w tym, że system ten jest częścią szerszego National Highway System (czyli „Systemu Dróg Krajowych”), który obejmuje autostrady i ważniejsze drogi o znaczeniu krajowym. Słowa opisujące autostradę to freeway lub expressway. Te wchodzące w skład systemu Interstate Highway System zwane są interstate highway lub potocznie interstate.
Choć autostrady należące do systemu otrzymują dotacje od Gabinetu Stanów Zjednoczonych i muszą spełniać rządowe normy, są własnością stanów, przez które przechodzą: były przez nie zbudowane i są przez nie utrzymywane.
System został ustanowiony przez akt prawny Federal Aid Highway Act of 1956, podpisany przez prezydenta Eisenhowera 29 czerwca 1956 roku. Zasięg systemu był bardzo ambitny, gdyż miał on rozciągnąć sieć autostrad na całe kontynentalne Stany Zjednoczone. Całkowita długość autostrad systemu miała wynosić ponad 65 tys. km. Do początku 1967 roku zbudowano około 57% zamierzonych odcinków, a ogólny system był właściwie gotowy we wczesnych latach 70. Oficjalnie budowa systemu zakończyła się w 1991 roku, kiedy ukończono wszystkie pierwotnie zaplanowane połączenia (z wyjątkiem słynnej przerwy w autostradzie I–95 w stanie New Jersey, i nie licząc odcinków, których budowa została zaniechana). Jednak budowa autostrad należących do systemu trwa.
Nie wszystkie amerykańskie autostrady należą do systemu, a niektóre, choć dziś do niego należą, nie zostały wybudowane w jego ramach. Pewne autostrady zostały wybudowane przez poszczególne stany przed 1956 rokiem, zwykle jako autostrady płatne, a następnie włączone do systemu. Dla przykładu, odcinek autostrady I–90 w stanie Ohio został wybudowany w latach 1949–1955 jako płatna autostrada Ohio Turnpike i funkcjonuje w tej formie do dziś. Ponadto niektóre drogi stanowe mają standard autostrady, lecz nie należą do systemu.
Budowa systemu miała ogromny wpływ na Stany Zjednoczone. Do efektów pozytywnych można zaliczyć rozwój gospodarczy uzyskany dzięki utworzeniu dogodnych połączeń drogowych między stanami. Dzięki temu wiele biednych, do tej pory odizolowanych stanów uzyskało lepsze dojście do krajowej gospodarki. Do efektów negatywnych można zaliczyć budowanie przedmieść i miast opartych na samochodach prywatnych i zaniechanie transportu publicznego, infrastruktury pieszo rowerowej, oddzielanie biedniejszych, zamieszkanych głównie przez Afroamerykanów osiedla od bogatszych, prowadzenie autostrad przez centra miast i wyburzanie całych osiedli pod nie, a także gwałtowny rozrost miast, co w wielu przypadkach doprowadziło do upadku i wyludnienia dawnych śródmieść. Koszt budowy wszystkich dróg należących do systemu do roku 2006 wynosił 425 miliardów dolarów.

## Parametry systemu
Ograniczenia prędkości są inne w różnych stanach i z reguły wahają się od 65 do 80 mil na godzinę, czyli od 105 do 128 km/h (poza miastem). W latach 1974–1987 obowiązywało ogólnokrajowe ograniczenie 55 mil na godzinę (90 km/h), wprowadzone po pierwszym kryzysie naftowym, by nakłonić Amerykanów do oszczędzania benzyny. Przepis był jednak wysoce niepopularny i dosyć powszechnie ignorowany. W 1987 roku ograniczenie zostało zwiększone do 65 mil na godzinę na pewnych autostradach, a w 1995 roku całkowicie zniesione, dając znowu prawo każdemu stanowi do wyznaczania swoich własnych ograniczeń.